# Dinar almohade
Le dinar almohade est la monnaie en or frappée dans l'occident musulman sous domination almohade. 

## Description

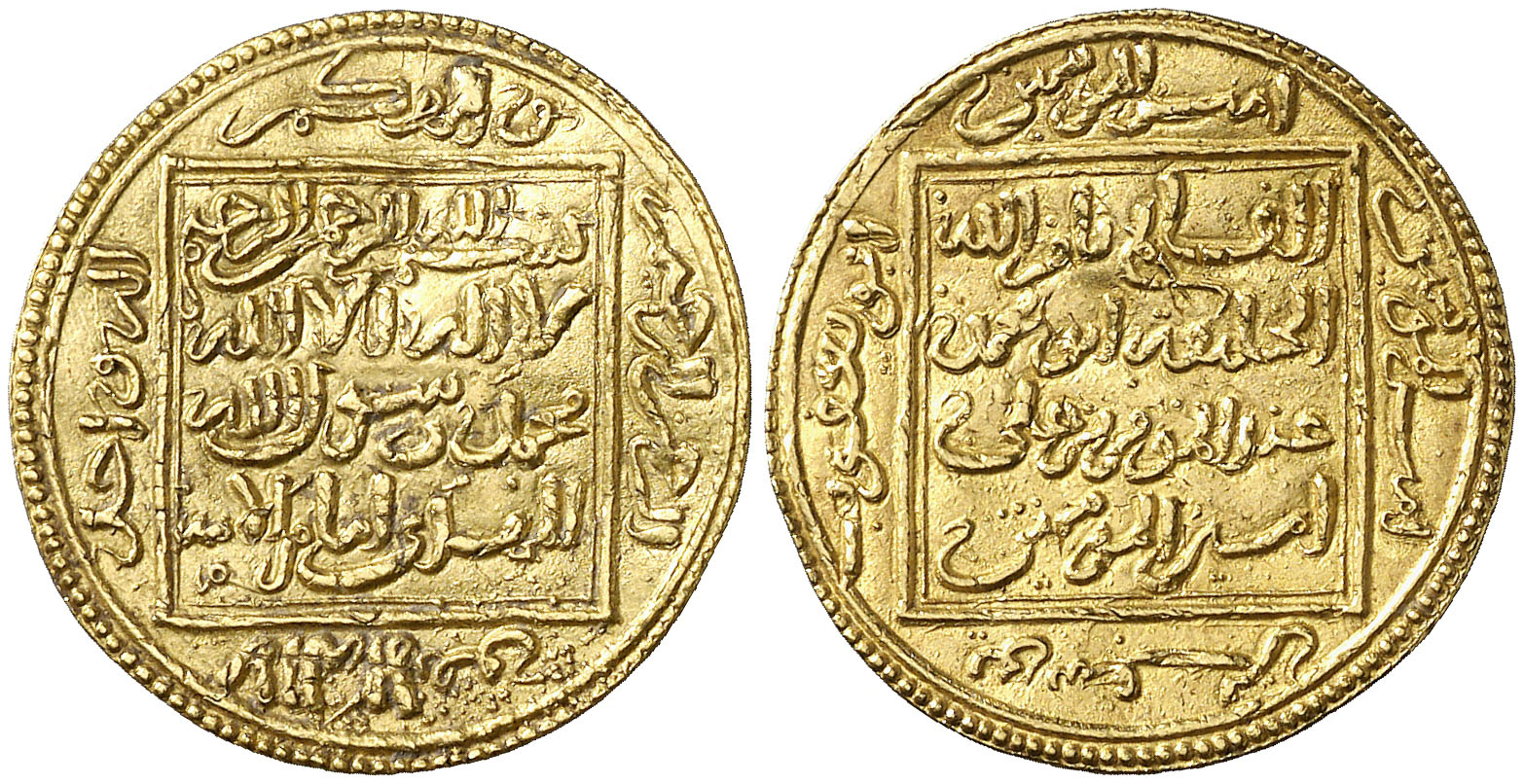
Dinar almohade, frappé au Maroc par le calife Abu Yacub Yusuf au XII).

Le dinar almohade présente plusieurs caractéristiques originales. Il comprend un motif carré sur l'avers, une légende originale et un poids réformé par rapport à la norme du monde musulman : le mithqal, hérités des califes ommeyyades et abbassides. En effet, Abd el-Mumin fixe le poids à 2,3 g au lieu des 4,72 g en vigueur alors selon la norme abbasside.  Ce dinar mumini, puis celui frappé sous son fils Yusuf (dinar yousoufi), ont donc probablement une inspiration orientale , le poids est simplement réduit de moitié. Cette politique de réforme de la monnaie,  est continuée par les successeurs d'Abd el-Mumin.  
Le dinar almohade est décliné en un sous-multiple la masmodina (littéralement « monnaie des Masmouda »)  au poids de 2,3 g. La masmoudina, aussi appelée le petit dinar almohade, est le dinar plus souvent frappé par les Almohades. Elle était également la pièce fractionnaire la plus importante.
La majorité des ateliers de frappe de dinars almohades se trouvaient au Maroc et en Al-Andalus. En effet, selon les comptages de Khaled Ben Romdhane, sur un total de 262 dinars almohades rassemblés portant une indication de lieu de frappe, seuls 26 sont de Bougie, et 7 de Tunis, l'essentiel des dinars provenant du Maroc ou d'al-Andalus.